# عمانوئیل بلوک
 عمانوئیل بلوک (انگلیسی: Immanuel Bloch؛ زاده ۱۶ نوامبر ۱۹۷۲) یک دانشمند اهل آلمان است.